# Guanylatkinas

Guanosindifosfat, GDP.

Guanylatkinas är ett enzym involverat i omvandlingen av nukleotiderna GMP till GDP med hjälpt av ATP. Enzymet är ett transferas, det vill säga, det överför en fosfatgrupp från ATP till GDP, varpå ADP och GTP bildas.
Detta är en viktig funktion för den intracellulära signaltransduktionen, eftersom återvinningen av GMP indirekt även medger återvinning av det intracellulära signalämnet cGDP, vilket styr många intracellulära processer.